# 윌러드 하얏트
윌라드 커티스 하얏트 (Willard Curtis Hyatt, 1883년 6월 15일 ~ 1967년 4월 10일)는 미국의 대학 미식축구 선수이자 코치이자 대학 농구 선수였다. 1904-05년 예일 대학교의 전미 농구 선수인 그는 그와 같은 명예를 얻은 최초의 대학 농구 선수 그룹의 일원이었으며, 이는 그의 3학년 때 발생했다. 1936년에 시작된 헬름스 스포츠 재단은 1905년부터 1935년까지 올 아메리칸 팀의 이름을 소급하여 명명했다. 1905년에서 1929년 사이에 헬름스 올 아메리칸 팀은 합의된 선택으로 간주된다. 다음은 1905년 6월 예일대를 졸업한 하얏트가 1905년 가을에 시와니: 남부 대학교에서 한 시즌 동안 4승 2패 1패의 기록을 기록한 축구 감독으로 재직한 것이다.
하얏트는 1883년 6월 15일 코네티컷주 메리든에서 아이작 비치와 제니 비숍 하얏트 사이에서 태어났다. 1908년에 그는 가정 장식 및 예술가 용품 딜러인 리틀, 서머스 & 하얏트사에 입사하여 1957년경 은퇴할 때까지 사장으로 재직했다. 그는 1967년 4월 10일 메덴의 메덴 병원에서 병으로 사망했다.